# Przemysław Wipler
Przemysław Janusz Wipler, né le 15 juillet 1978 à Piekary Śląskie (Silésie), est un fonctionnaire et homme politique polonais, chargé de cours dans l'enseignement supérieur. Il est député à la Diète de novembre 2011 à novembre 2015.

## Biographie
Przemysław Wipler a achevé des études de droit à l'Université de Varsovie en 2002. De 1999 à 2001, il était rédacteur en chef de Najwyższy Czas!. Puis il a rejoint le Centre Adam Smith et la Fondation d'action économique. Il a également travaillé dans des entreprises de conseil fiscal, entre autres Ernst & Young. Il a été membre des conseils de surveillance de diverses entreprises comme PERN (oléoduc) et Naftoport, puis de 2005 à 2008 directeur de la diversification au département de l'approvisionnement énergétique au ministère polonais de l'Économie. Il a également créé sa propre entreprise. Il enseigne la sécurité énergétique au Collegium Civitas, Grande École de Varsovie.

### Action politique
Przemysław Wipler s'engage très jeune dans l'action politique, participant à la création du club KoLiber dont il dirige la section varsovienne. Il adhère ensuite à l'Union de la politique réelle, le parti libéral fondé par Janusz Korwin-Mikke et est le porte-parole de cette formation. Candidat aux municipales en 2002 dans la capitale, il n'est pas élu. Candidat aux élections législatives polonaises de 2005 sur la liste présentée par le PiS, il n'est pas élu. En 2009 il fonde la Fondation républicaine, qu'il préside. Il crée ensuite le Mouvement du 10 avril (Ruch 10 Kwietnia). Il publie des articles dans la revue trimestrielle „Rzeczy Wspólne”. Aux élections législatives polonaises de 2011, il est élu député sur la liste présentée par le PiS, et il adhère au groupe parlementaire de ce parti, avant de le quitter en juin 2013. Devenu député non-inscrit, il lance la création dans toute la Pologne de clubs Républicains et participe en décembre 2013 à la création du nouveau parti La Pologne ensemble de Jarosław Gowin.
Néanmoins, dès le 15 mai 2014, il retourne à ses premières amours et rejoint le Congrès de la Nouvelle droite de Janusz Korwin-Mikke, qui attire un peu plus tard 7,15 % aux élections au Parlement européen, arrivant juste derrière les 3 partis ayant dirigé les gouvernements polonais au cours des dix dernières années (PO, PiS et SLD).
Élu vice-président du parti avec d'autres jeunes membres, son élection est finalement annulée le 24 octobre 2014 à l'initiative de la vieille garde du parti
Au début de l'année 2015, il rejoint KORWiN, le parti politique créé par Janusz Korwin-Mikke après les dissensions au sein du Congrès de la Nouvelle droite. Il ne retrouve pas son siège aux élections de 2015, le parti n'atteignant pas le seuil de 5 % des votants. En 2017, il décide de se retirer de la vie politique.